# 3.2.1.
3.2.1. är ett musikalbum från 1998 av Zilch.

## Låtförteckning
1. Electric Cucumber
2. Inside the Pervert Mound
3. Sold Some Attitude
4. Space Monkey Punks From japan
5. Swampsnake
6. What's up Mr. Jones?
7. Hey Man So Long
8. Psyche
9. Fuctrack#6
10. Doubt
11. Pose
12. Easy Jesus